# Daniel Nösig

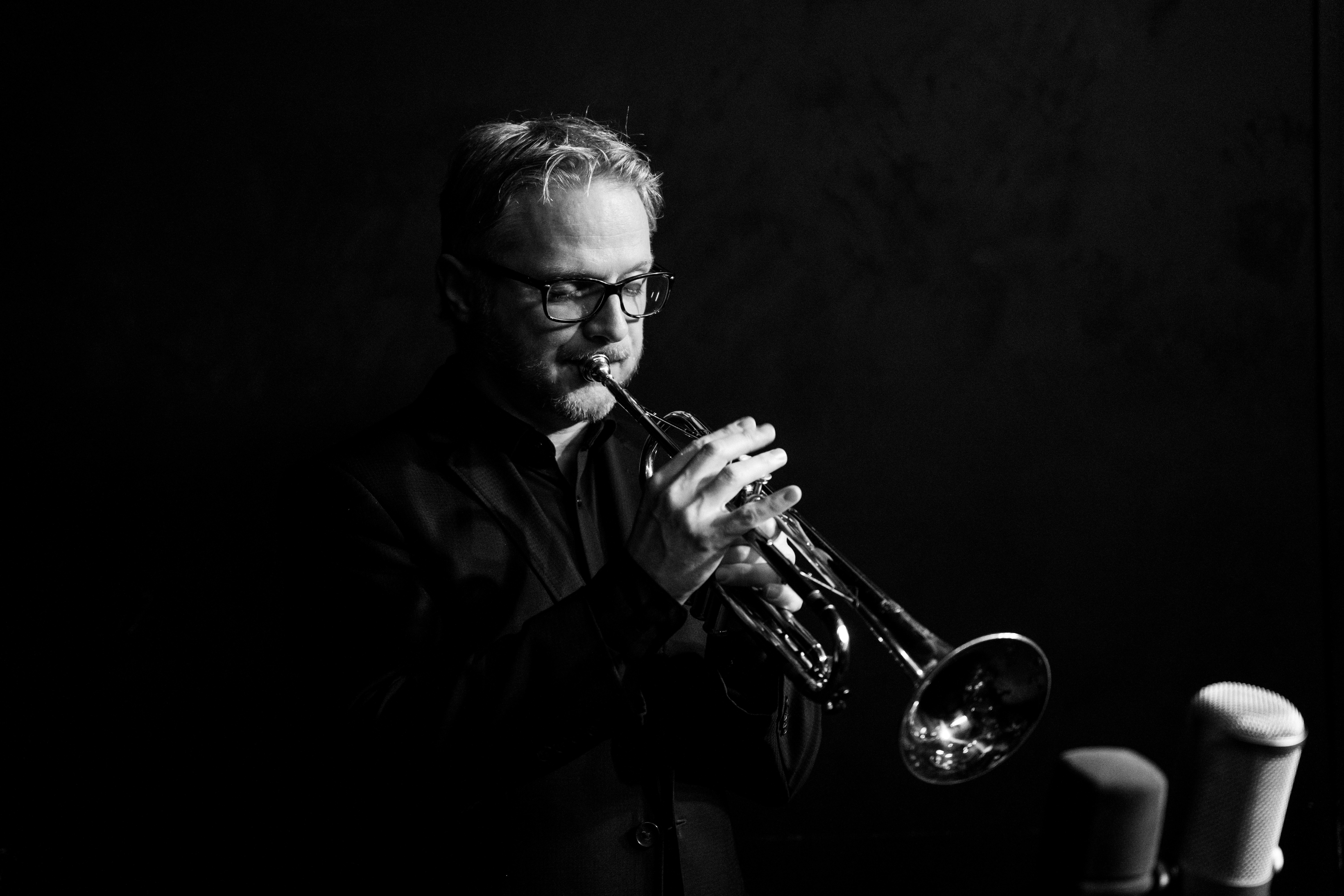
Daniel Nösig

Daniel Nösig (* 25. November 1975 in Zams, Tirol) ist ein österreichischer Jazztrompeter, Komponist, Arrangeur und Musikpädagoge.

## Leben und Wirken
Nösig, der in Kärnten aufwuchs, erhielt klassische Trompetenunterricht an der Musikschule Feldkirchen in Kärnten bei Alois Vierbach. Er wechselte dann in den Jazz und setzte seine Ausbildung am Kärntner Landeskonservatorium bei Lee Harper fort (Jazz-Diplom mit Auszeichnung 1997). Anschließend studierte er am Koninklijk Conservatorium Den Haag bei Jarmo Hoogendijk, Eric Vloeimans und Ack van Rooyen, wo er nach dem Bachelor (1999) mit dem „Master of Music“ (2000) absolvierte. Bei der Dutch Jazz Competition 2000 gewann er den Solistenpreis.
Nösig gehörte als Musiker zum Flip Philipp / Ed Partyka Dectet, mit dem mehrere Alben entstanden; außerdem zu Jure Pukls Jazzon Quintet und zu Monsieur Dubois. Weiterhin arbeitete er mit Peter Ypma, dem Vienna Art Orchestra und dem Upper Austrian Jazz Orchestra sowie Fritz Pauer. Mit Anton Feinig legte er 2008 das Album Fuzzroom vor.  Mit Fritz Pauer, Andy Scherrer, Tom Reinbrecht und Stephan Kurmann bildete er 2010 das European Jazz Project, das Konzerte in der Schweiz, Österreich und Deutschland bestritt. Gemeinsam mit dem Saxophonisten Michael Erian leitet er das international besetzte Quartett Erian Nösig Jazz Society (ENJ), das zwei Alben veröffentlichte.
Von 2011 bis 2019 war Nösig Lehrbeauftragter für Jazztrompete am Landeskonservatorium Kärnten, seit 2019 ist er Professor für Jazztrompete an der Gustav Mahler Privatuniversität für Musik in Klagenfurt.

## Diskographische Hinweise
- ENJ Society: Here & Now (Galileo Music Communication 2022, mit Michael Erian, Milan Nikolić, Howard Curtis)
- ENJ Society: The Ones Before Us (Quinton Records 2018)
- Daniel Nösig / Jure Pukl Quintet: live at Jazzfestival Steyr (Alessa Records 2017, mit Tzumo Arpad, Josh Ginsburg, Gregory Hutchinson)[5]